# Guatteria stenopetala
Guatteria stenopetala é uma espécie de magnólia .  Foi descrito pela primeira vez por Robert Elias Fries .  Guatteria stenopetala pertence ao gênero Guatteria, e à família Annonaceae . Não existe esse tipo listado. 